# Оскар Альберто Ортіс
Оскар Альберто Ортіс (ісп. Oscar Ortiz, нар. 8 квітня 1953, Чакабуко) — аргентинський футболіст, що грав на позиції півзахисника.
Виступав, зокрема, за аргентинські клуби «Сан-Лоренсо» та «Рівер Плейт» і бразильський клуб «Греміо», а також національну збірну Аргентини.
Восимиразовий чемпіон Аргентини. У складі збірної — чемпіон світу.

## Клубна кар'єра
У дорослому футболі дебютував 1971 року виступами за команду клубу «Сан-Лоренсо», в якій провів п'ять сезонів, взявши участь у 141 матчі чемпіонату. Більшість часу, проведеного у складі «Сан-Лоренсо», був основним гравцем команди. У складі клубу у 1972 році став чемпіоном країни як у чемпіонаті Метрополітано, так і у чемпіонаті Насьйональ, а у 1974 році став переможцем першості Насьйональ.
У 1976 році нетривалий час захищав кольори бразильського клубу «Греміо», але не закріпився в основному складі та повернувся в Аргентину.
На батьківщині Оскар Ортіс приєднався до складу клубу «Рівер Плейт» у 1977 році. Відіграв за команду з Буенос-Айреса наступні чотири сезони своєї ігрової кар'єри. Граючи у складі «Рівер Плейта» також здебільшого виходив на поле в основному складі команди. У складі столичного клубу додав до свого доробку ще чотири титули чемпіона Аргентини.
Протягом 1981–1982 років захищав кольори команди клубу «Уракан».
Завершив професійну ігрову кар'єру у клубі «Індепендьєнте» (Авельянеда), за команду якого виступав протягом 1982–1983 років. У свій останній рік виступів на професійному рівні став увосьме чемпіоном країни.

## Виступи за збірну
1975 року дебютував в офіційних матчах у складі національної збірної Аргентини. Протягом кар'єри у національній команді, яка тривала 5 років, провів у формі головної команди країни 23 матчі, забивши 3 голи.
У складі збірної був учасником чемпіонату світу 1978 року в Аргентині, здобувши того року титул чемпіона світу. Грав у тому числі й у фіналі чемпіонату світу, у якому аргентинська збірна перемогла збірну Нідерландів на домашньому стадіоні клубу «Рівер Плейт» «Естадіо Монументаль», за який тоді виступав Ортіс.

## Титули і досягнення
- Чемпіон Аргентини (8):

«Сан-Лоренсо»: 1972 (Метрополітано), 1972 (Насьйональ), 1974 (Насьйональ): «Рівер Плейт»: 1977 (Метрополітано), 1979 (Метрополітано), 1979 (Насьйональ), 1980 (Метрополітано)
«Індепендьєнте Хосе Теран»: 1983 (Метрополітано)
- Чемпіон світу (1):

1978